# Груди Филипов
Гру̀ди Фѝлипов Гру̀дев е деец на революционното работническо движение в България. Член е на БКП от 1919 г.

## Биография
Груди Филипов е роден на 12 юни 1895 г. в село Боздуванджии, Старозагорско. Основател е на партийната организация в родното си село. Участва в Септемврийското въстание от 1923 г. След поражението на въстанието е арестуван. През 1925 – 1926 г. отново е в затвора. След спечелването на общинските избори от комунистите е кмет на село Боздуганово (1930 г.). Секретар е на Районния комитет на БКП в село Боздуганово (1932 – 1933 г.). След преврата на 19 май 1934 г. минава в нелегалност. Член е на Окръжния комитет на БКП в Стара Загора (1935 – 1936 г.). За революционна дейност през 1936 г. е осъден задочно на смърт. Емигрира в СССР (1936 г.). След 22 юни 1941 г. постъпва в специални части на Съветската армия за действия в тила на хитлеристите. Командир е на група от 4 български политемигранти и един съветски радист. Групата е спусната с парашути на 14 септември 1941 г. в района на град Добрич.
Открити от полиция и войска, след ожесточена престрелка Грудев и другарите му загиват между селата Камен и Божурово, Добричко на 15 септември 1941 г.
В негова чест родното му село Боздуганово носи името Грудево в периода 1950 – 1992 г.